# 擬南芥
擬南芥（ニーナンジェ、1993年9月 - ）は、中国の小説家。重慶の某大学の電気通信工学部卒業。
作風は多様性が広い、妖怪もの・SFものから時代物までも触れる。擬南芥は2012年から推理小説を書き始め、非常に多作の作家である。彼の作品は主に『男生女生金版』、『最推理』、『超级小神探』、『推理世界』などの雑誌に掲載されている。

## 略歴
擬南芥は大学一年の頃から小説の創作を始めた。初めて書いた推理小説の寄稿は雑誌に受けていなかったので、しばらく推理小説の執筆を中心としていた。それから半年後、第二作の推理小説（シャーロック・ホームズシリーズの同人小説）を書き、その作品は『推理世界』により掲載された。激励された擬南芥はホームズと霍桑の同人小説を書き始めた。それが契機になって、擬南芥は小説家として活動を始めた。
大学時代の擬南芥はミステリに関する部やサークルを参加しなかったが、学内のSFサークルに参加し部長まで務めた。擬南芥は空想的なものが好きだったため作品の中も常に妖怪やSFなど非現実的な要素を入れている。
推理小説を創作以外に、擬南芥はライトノベルも書いている。ライトノベルの作品は「醮抜居」シリーズと『控偶師之旅』、二シリーズがある。
2018年、擬南芥の初長編推理小説『山椒魚』は広東旅游出版社により刊行された。地震によってクローズド・サークルになった刑務所の中の連続殺人事件を書いたアクション映画のような本格ミステリ小説である。

## 作品

### 単行本
- 《山椒魚》 广东旅游出版社（2018） ISBN 9787557012977

### アンソロジー掲載
- 《一簇朝顔花》《2016年中国悬疑小说精选》 长江文艺出版社（2017年）ISBN 9787535493040
- 《无妄之火与高女》《2017年中国侦探推理小说精选》 长江文艺出版社（2017年）ISBN 9787570200658
- 《乱世蚁•恨别惊心鸟》 《2017年中国悬疑小说精选》 长江文艺出版社（2018年）ISBN 9787570200528
- 《禿鹫日记》《轮到你了》 长江出版社（2019年）ISBN 9787549268016
- 《乱世蚁•下落黄泉》《2018年中国侦探推理小说精选》 长江文艺出版社（2019年）ISBN 9787570206179
- 《黑死魔的巡礼》《2019年中国侦探推理小说精选》 长江文艺出版社（2020年）ISBN 9787570213955

### 電子出版
- 《醮拔居·塔罗夜》 掌阅i次元（2016）
- 《醮拔居·异度物语》 掌阅i次元（2016）
- 《控偶師之旅》 iCiyuan轻小说（2016）

### 単行本未収録
- 霍桑、ホームズ同人シリーズ
  - 《伊莱河疑云》
  - 《离奇的刺杀》
  - 《摩登之火》
  - 《隧道迷踪》
  - 《失踪的淑女》
  - 《蝶衣》
  - 《血染龙泉剑》
  - 《角落的真相》
  - 《限时的挑战》
  - 《匿名恐吓》
  - 《华丽的幕间》
- 四季シリーズ
  - 《那个夏天》
  - 《这年春天》
  - 《这个冬天》
- Xシリーズ
  - 《x之迷航·妄想发酵》
  - 《x之天网·无处可逃》
  - 《x之交换·灵魂移位》
  - 《x之死踵·阿喀琉斯》
  - 《x之火车·断罪分离》
  - 《x之罪业·不动明王》
  - 《x之告白·幽庭木槿》
- 乱世蚁シリーズ
  - 《乱世蚁•多情总被误》
  - 《乱世蚁•最是回头难》
  - 《乱世蚁•恨別惊心鸟》
  - 《乱世蚁•下落黄泉》
  - 《乱世蚁•黯然销魂者》
- 百鬼シリーズ
  - 《义、一寸法师与座敷童子》
  - 《琴弦、河童与萤的炎夏》
  - 《死灵与道成寺钟》
  - 《幽谷响、山姥与一诺》
  - 《无妄之火与高女》
  - 《振翅吧，入内雀》
  - 《刀、妖怪与霍乱》
  - 《君与桥姬与雪女之恋》
  - 《河童之夏•补》
- 十字花结社シリーズ（推理作家の永晴、擬南芥、許言、青稞、易諾が共通の世界観を使って執筆するシリーズである。物語の舞台は「十字花市」という架空の町である。）
  - 《心灵，一触即溃》
  - 《驯兽师跨不过的门槛》
- 非シリーズ
  - 《鉄道騎士之歌》
  - 《黑死魔的巡礼》
  - 《大巴遭劫事件》
  - 《燕聒噪》
  - 《此夏綿綿》
  - 《一簇朝顔花》
  - 《繆斯的垂青》
  - 《童話市的烟火》
  - 《蛇愚者》
  - 《教育家》
  - 《魘本天生》